# Quart de les Valls

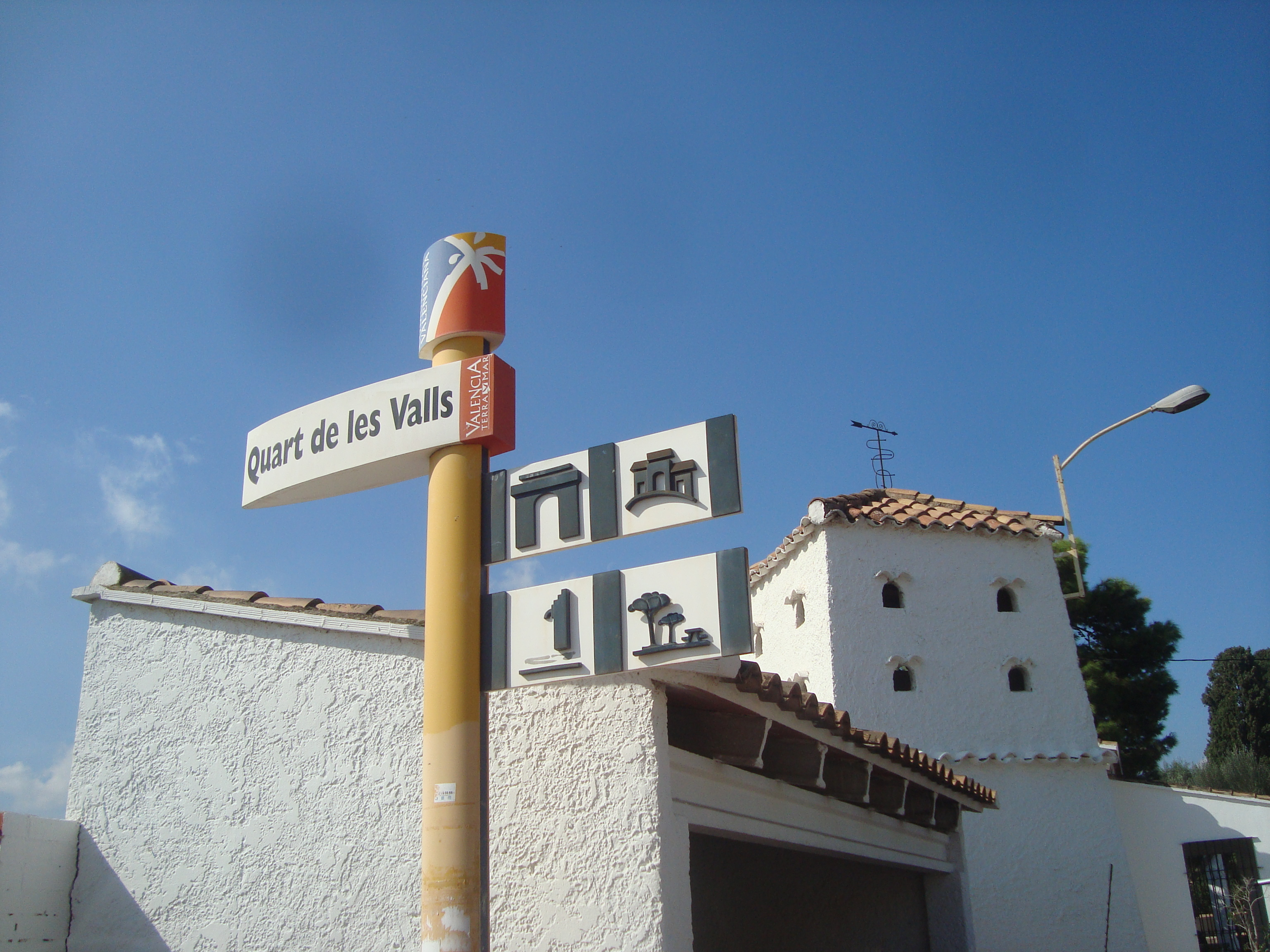
Quart de les Valls (València)

Quart de les Valls è un comune spagnolo di 1 083 abitanti situato nella comunità autonoma Valenciana. Copre un'area di 8,4 km². La distanza dal capoluogo provinciale è di 9 km.

## Altri progetti

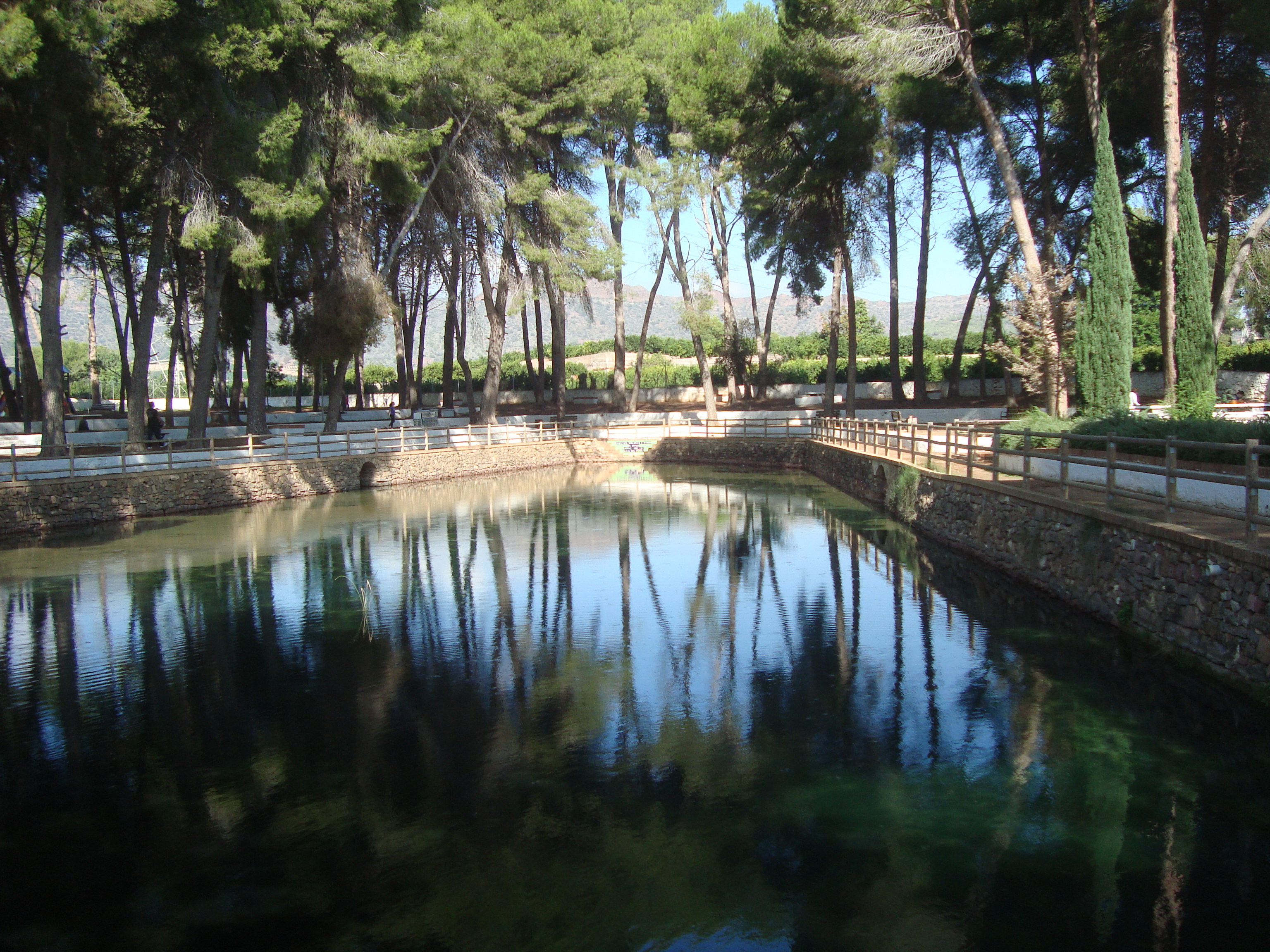
Font de Quart (Quart de les Valls, València)

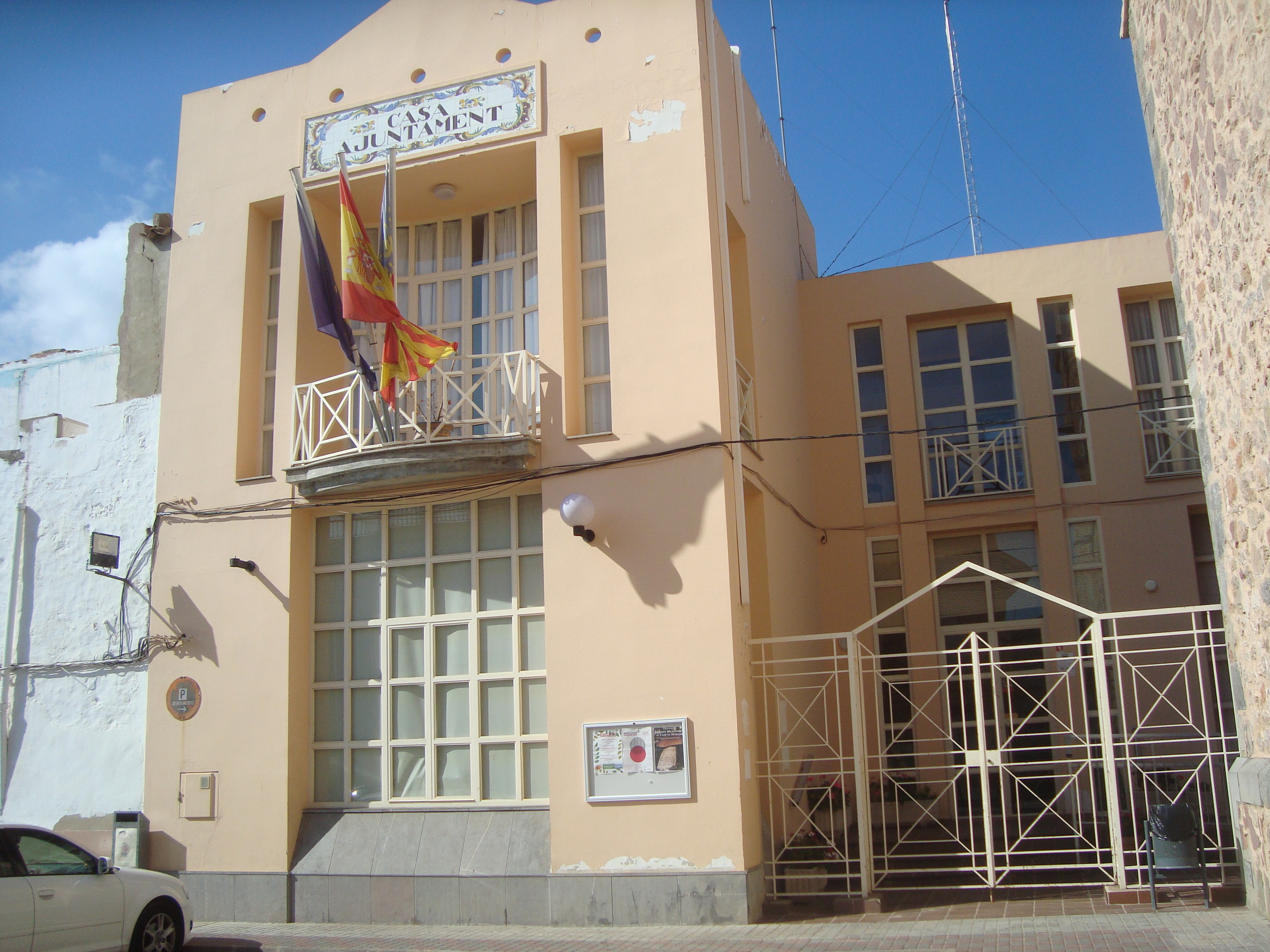
Ajuntament de Quart de les Valls

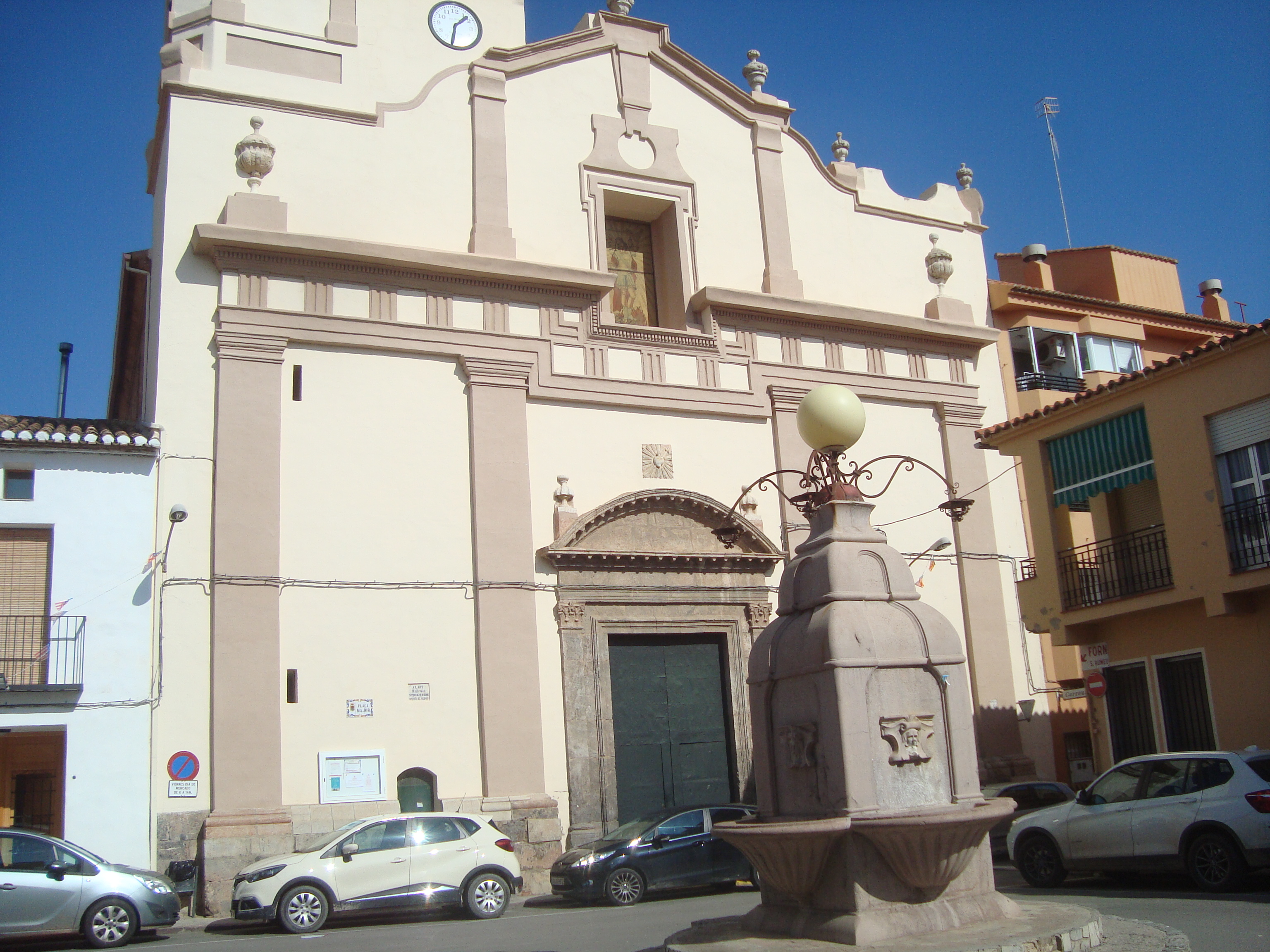
Església parroquial de Sant Miquel Arcàngel (Quart de les Valls)